# Lineville (Alabama)

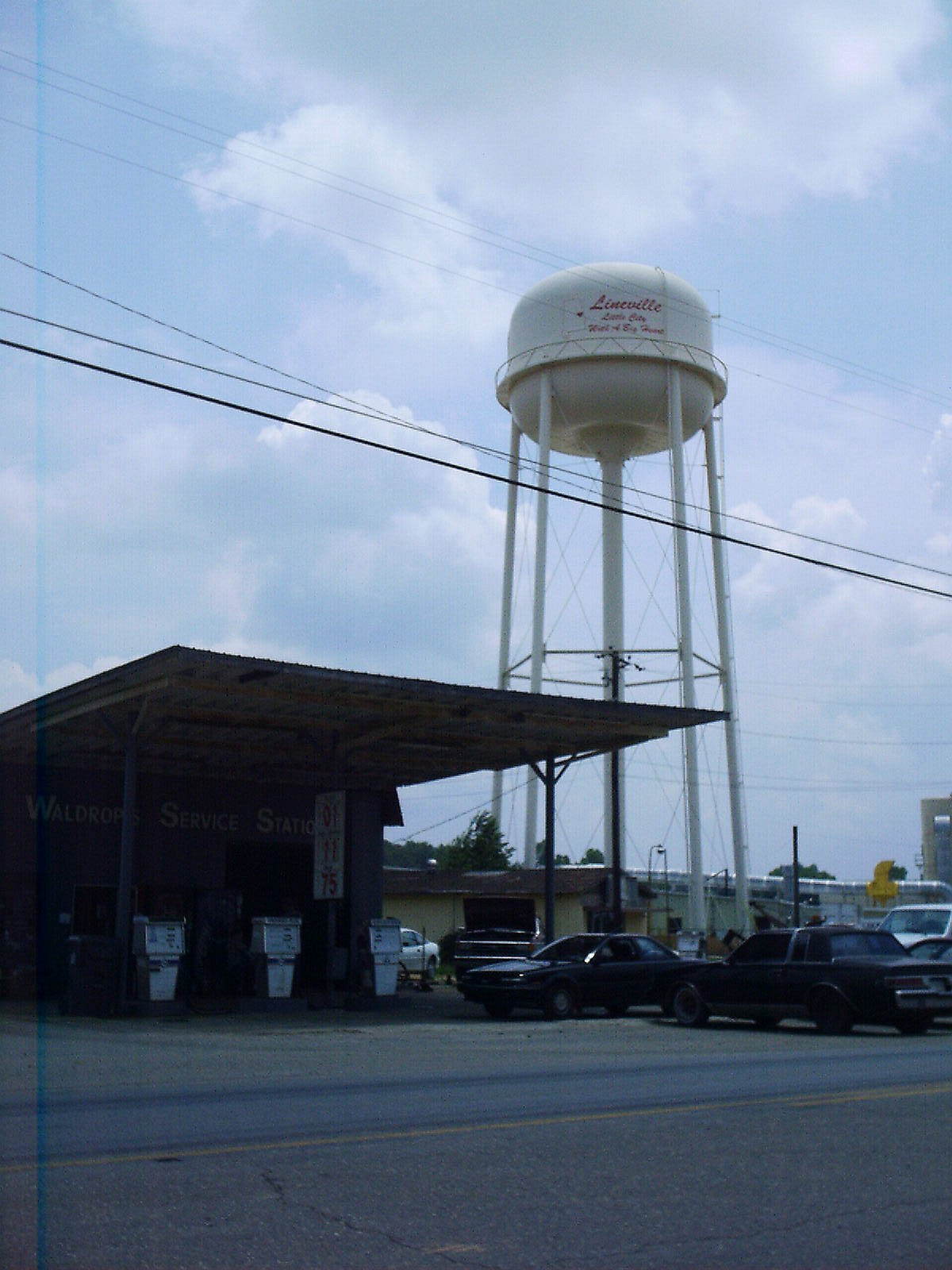

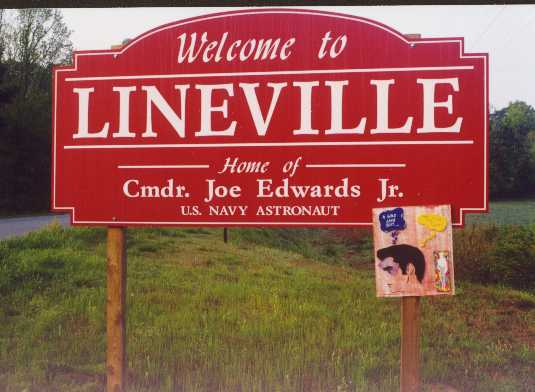
Bem vindo a Lineville

Lineville é uma cidade localizada no estado americano de Alabama, no Condado de Clay.

## Demografia
Segundo o censo americano de 2000, a sua população era de 2401 habitantes.
Em 2006, foi estimada uma população de 2373, um decréscimo de 28 (-1.2%).

## Geografia
De acordo com o United States Census Bureau, a localidade tem uma área de 23,3 km², dos quais 23,2 km² cobertos por terra e 0,1 km² cobertos por água.

## Localidades na vizinhança
O diagrama seguinte representa as localidades num raio de 32 km ao redor de Lineville.